# ヘンリー・パーシヴァル・ドッジ

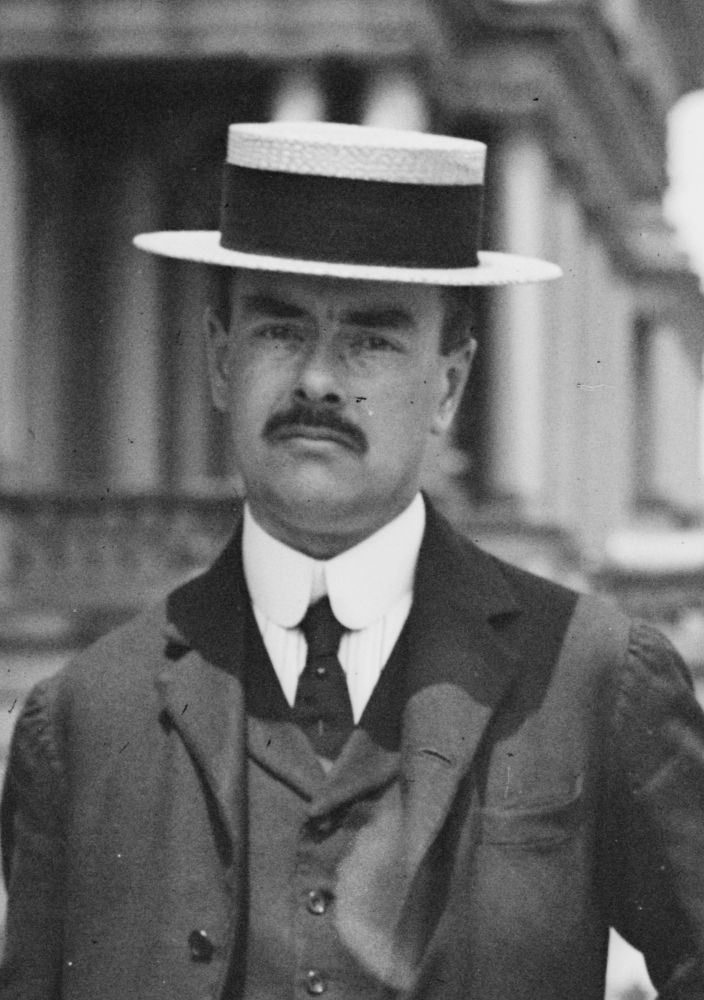
ヘンリー・パーシヴァル・ドッジ

ヘンリー・パーシヴァル・ドッジ（Henry Percival Dodge, 1870年1月18日 - 1936年10月16日）は、アメリカ合衆国の外交官。

## 生涯
1870年にマサチューセッツ州ボストンにて誕生。父親はヘンリー・クリーヴス・ドッジ (Henry Cleaves Dodge)、母親はアリス・アルミア・ラム (Alice Almia Lamb) であった。彼は1982年にハーバード大学を卒業。マーガレット・リシェ・アダムズ (Margaret Riché Adams) と結婚、死別後の1922年にアグネス・ペイジ＝ブラウン (Agnes Page-Brown) と再婚。
1907年から1908年まで駐ホンジュラス公使、1907年から1909年まで駐エルサルバドル公使、1909年から1910年まで駐モロッコ公使、1911年から1913年まで駐パナマ公使、1919年から1926年まで駐スロベニア人・クロアチア人・セルビア人国公使、1926年から1930年まで駐デンマーク公使。
1936年にスイスのチューリッヒで死去。